# 24 Ore di Le Mans 2018
La 24 Ore di Le Mans 2018 è stata la 86ª maratona automobilistica che ha avuto luogo tra il 16 e il 17 giugno 2018 sul Circuit de la Sarthe di Le Mans, in Francia. È stato il secondo appuntamento del Campionato del Mondo Endurance FIA 2018-2019.
La gara è stata vinta dalla vettura del team Toyota Gazoo Racing numero 8 guidata da Fernando Alonso, Kazuki Nakajima e Sébastien Buemi, partita dalla pole position. Si tratta della prima vittoria assoluta a Le Mans del costruttore giapponese. Per quanto riguarda le altre classi, in classe LMP2 la vittoria è andata a Signatech Alpine, la classe LMGTE Pro è stata vinta dal Porsche GT Team, mentre Dempsey-Proton Racing ha trionfato in classe LMGTE Am.

## Partecipanti

### Inviti automatici
Come accaduto negli anni precedenti, alcuni team hanno guadagnato la possibilità di partecipare alla maratona francese grazie ai risultati ottenuti nella stagione precedente. Le squadre vincitrici della loro classe nella 24 Ore di Le Mans 2017 hanno il diritto di partecipare all'edizione del 2018. Allo stesso modo sono stati inviate anche alle squadre che hanno vinto il titolo nella European Le Mans Series, Asian Le Mans Series, Le Mans Cup. Infine, due inviti automatici provengono dall'IMSA Sportscar Championship. L'ACO ha annunciato la lista iniziale di inviti automatici il 5 febbraio 2018. 
| Motivazione dell'invito                                     | LMP1                         | LMP2                  | LMGTE Pro           | LMGTE Am       |
| ----------------------------------------------------------- | ---------------------------- | --------------------- | ------------------- | -------------- |
| Vincitore 24 Ore di Le Mans 2017                            | Porsche LMP Team             | Jackie Chan DC Racing | Aston Martin Racing | JMW Motorsport |
| 1º classificato European Le Mans Series 2017 (LMP2 e LMGTE) |                              | G-Drive Racing        | JMW Motorsport      | JMW Motorsport |
| 2º classificato European Le Mans Series 2017 (LMGTE)        |                              | TF Sport              | TF Sport            |                |
| 1º classificato European Le Mans Series 2017 (LMP3)         | United Autosports            |                       |                     |                |
| IMSA SportsCar Championship                                 | JDC-Miller Motorsports       | Keating Motorsport    |                     |                |
| 1º classificato Asian Le Mans Series (LMP2 e GT3)           | Jackie Chan DC Racing X Jota | FIST-Team AAI         | FIST-Team AAI       |                |
| 1º classificato Asian Le Mans Series (LMP3)                 | Jackie Chan DC Racing X Jota |                       |                     |                |
| 2º classificato Asian Le Mans Series (GT)                   |                              | FIST-Team AAI         |                     |                |
| 1º classificato Michelin Le Mans Cup (GT3)                  | Ebimotors                    |                       |                     |                |

### Elenco iscritti
L'elenco iscritto completo è composto da 60 auto più nove riserve. Oltre alle trentasei presenze garantite dal WEC, tredici auto provengono dalla European Le Mans Series, sette dall'IMSA e tre dall'Asian Le Mans Series. Inoltre l'ACO prevedeva di continuare il progetto del Garage 56, iniziato nel 2012, riservando un posto ad una vettura sperimentale. Panoz e Green4U Technologies sono stati annunciati durante il weekend della 24 Ore di Le Mans 2017 come iscritti in questa speciale categoria, l'intento era quello di portare in pista la vettura Green4U Panoz Racing GT-EV nella gara del 2018. Tuttavia l'ACO ha successivamente confermato che il progetto Garage 56 non sarebbe continuato nel 2018 a causa della mancanza di partecipanti eleggibili per la categoria.

## Qualifiche
I tre turni di qualifica si sono svolti tra il mercoledì sera ed il giovedì sera precedenti alla gara. La griglia di partenza viene stabilita tenendo in considerazione, per ogni vettura, il miglior tempo ottenuto nelle tre sessioni. La prima delle tre sessioni di qualifica ha visto la Toyota numero 7 immediatamente a guidare la classifica dei tempi, pochi minuti dopo è stata invece la vettura gemella numero 8 a prendere il comando. Nel resto della sessione nessuno è stato in grado di battere i tempi registrati nella fase iniziale, dando la pole position provvisoria alla numero 8. Tra i prototipi non ibridi, la vettura più veloce è stata la SMP di Sarrazin, in terza posizione, seguita dalle Rebellion di Senna e Menezes. In classe LMP2 il giro migliore è stato fatto registrare da Chatin su Oreca 07, immediatamente seguito Loic Duval. Porsche ha preso le prime due posizioni nella classe LMGTE Pro, con il miglior giro messo a segno da Gianmaria Bruni, seguito Christensen in seconda posizione. A seguire si sono classificate le due Ford GT di Pla e Mücke. La Ferrari più veloce, guidata da Alessandro Pier Guidi, si è classificata quinta. Matteo Cairoli è stato il più veloce in classe LMGTE Am, seguito dall'altra Porsche del team Dempsey-Proton guidata da Matt Campbell. La prima sessione di qualifiche del giovedì è stata interrotta varie volte a causa di incidenti. Il più grave di questi ha visto protagonista Giorgio Sernagiotto alla guida della Dallara P217 n° 47 del team Cetilar Vilorba Corse. Il pilota italiano ha sbattuto violentemente contro una barriera di pneumatici alla prima chicane del Hunaudières dopo che la vettura si è cappottata su se stessa, a causa di un problema all'anteriore sinistra. Per il pilota non ci sono state conseguenze e prese poi parte alla gara. La Toyota di Alonso ha guidato la sessione, non migliorando però il giro del co-pilota Nakajima registrato nella prima sessione. Per recuperare il tempo perso nella seconda sessione a causa dei numerosi incidenti, la terza sessione è stata ampliata di mezz'ora per dare ai team più tempo per lavorare. All'inizio della sessione Nakajima ha fatto registrare il tempo più veloce, conquistando così la quarta pole position di Toyota a Le Mans, la prima per l'equipaggio Alonso-Buemi-Nakajima. In LMP2, Duval sembrava aver conquistato la pole position di categoria ma in seguito il suo tempo più veloce è stato cancellato per un'infrazione. La pole position è quindi andata ad IDEC Sport, grazie al giro di Chatin. Porsche si è assicurata la pole position in entrambe le classi LMGTE con Bruni che l'ha assicurata in Pro e Cairoli in Am grazie ai loro giri della prima sessione.
| Posizione | Classe    | No. | Team                       | Sessione 1 | Sessione 2 | Sessione 3 | Gap     |
| --------- | --------- | --- | -------------------------- | ---------- | ---------- | ---------- | ------- |
| 1         | LMP1      | 8   | Toyota Gazoo Racing        | 3:17.270   | 3:18.021   | 3:15.377   |         |
| 2         | LMP1      | 7   | Toyota Gazoo Racing        | 3:17.377   | 3:19.860   | 3:17.523   | +2.000  |
| 3         | LMP1      | 1   | Rebellion Racing           | 3:19.662   | 3:23.261   | 3:19.449   | +4.072  |
| 4         | LMP1      | 17  | SMP Racing                 | 3:19.483   | 3:27.288   | 3:22.121   | +4.106  |
| 5         | LMP1      | 3   | Rebellion Racing           | 3:19.945   | 3:22.000   | 3:24.156   | +4.568  |
| 6         | LMP1      | 10  | DragonSpeed                | 3:21.110   | 4:05.947   | 3:23.413   | +5.733  |
| 7         | LMP1      | 11  | SMP Racing                 | 3:21.408   | 3:22.548   | No time    | +6.031  |
| 8         | LMP1      | 4   | ByKolles Racing Team       | 3:22.505   | 3:25.330   | 3:42.221   | +7.128  |
| 9         | LMP1      | 6   | CEFC TRSM Racing           | 3:30.339   | 3:24.343   | 3:23.757   | +8.380  |
| 10        | LMP2      | 48  | IDEC Sport                 | 3:24.956   | 3:29.270   | 3:24.842   | +9.465  |
| 11        | LMP2      | 31  | DragonSpeed                | 3:26.508   | 3:30.168   | 3:24.883   | +9.506  |
| 12        | LMP2      | 26  | G-Drive Racing             | 3:26.447   | 3:27.975   | 3:25.160   | +9.780  |
| 13        | LMP2      | 28  | TDS Racing                 | 3:25.240   | 3:25.291   | 3:38.752   | +9.863  |
| 14        | LMP1      | 5   | CEFC TRSM Racing           | 3:30.481   | 3:25.268   | 3:32.100   | +9.891  |
| 15        | LMP2      | 23  | Panis Barthez Competition  | 3:29.421   | 3:28.008   | 3:25.376   | +9.999  |
| 16        | LMP2      | 36  | Signatech Alpine Matmut    | 3:26.681   | 3:28.069   | 3:27.297   | +11.304 |
| 17        | LMP2      | 39  | Graff-SO24                 | 3:29.860   | 3:26.701   | 3:29.696   | +11.324 |
| 18        | LMP2      | 22  | United Autosports          | 3:26.772   | 3:32.989   | 3:27.646   | +11.395 |
| 19        | LMP2      | 38  | Jackie Chan DC Racing      | 3:27.999   | 3:31.581   | 3:27.120   | +11.743 |
| 20        | LMP2      | 37  | Jackie Chan DC Racing      | 3:27.468   | 3:40.074   | 3:27.226   | +11.849 |
| 21        | LMP2      | 40  | G-Drive Racing             | 3:31.291   | 3:27.280   | 3:27.503   | +11.903 |
| 22        | LMP2      | 47  | Cetilar Villorba Corse     | 3:27.993   | 3:28.292   | No time    | +12.616 |
| 23        | LMP2      | 29  | Racing Team Nederland      | 3:28.556   | 3:32.343   | 3:28.111   | +12.734 |
| 24        | LMP2      | 32  | United Autosports          | 3:30.347   | 3:28.159   | 3:29.299   | +12.782 |
| 25        | LMP2      | 35  | SMP Racing                 | 3:28.629   | 3:32.178   | 3:32.432   | +13.252 |
| 26        | LMP2      | 34  | Jackie Chan DC Racing      | 3:33.755   | 3:36.004   | 3:29.474   | +14.097 |
| 27        | LMP2      | 44  | Eurasia Motorsport         | 3:35.385   | 3:39.949   | 3:33.585   | +18.208 |
| 28        | LMP2      | 33  | Jackie Chan DC Racing      | 3:35.237   | 3:36.604   | 3:36.517   | +19.860 |
| 29        | LMP2      | 50  | Larbre Compétition         | 3:38.206   | 3:39.569   | 3:39.401   | +22.829 |
| 30        | LMP2      | 25  | Algarve Pro Racing         | 3:44.177   | 3:46.772   | 3:39.518   | +24.141 |
| 31        | LMGTE Pro | 91  | Porsche GT Team            | 3:47.504   | 3:51.150   | 3:50.141   | +32.127 |
| 32        | LMGTE Pro | 92  | Porsche GT Team            | 3:49.097   | 3:51.101   | 3:51.631   | +33.720 |
| 33        | LMGTE Pro | 66  | Ford Chip Ganassi Team UK  | 3:49.181   | 3:52.849   | 3:50.166   | +33.804 |
| 34        | LMGTE Pro | 51  | AF Corse                   | 3:49.854   | 3:53.032   | 3:49.494   | +34.117 |
| 35        | LMGTE Pro | 68  | Ford Chip Ganassi Team USA | 3:49.582   | 3:53.352   | 3:50.706   | +34.205 |
| 36        | LMGTE Pro | 93  | Porsche GT Team            | 3:50.261   | 3:49.621   | 3:49.589   | +34.212 |
| 37        | LMGTE Pro | 69  | Ford Chip Ganassi Team USA | 3:50.593   | 3:52.298   | 3:49.761   | +34.384 |
| 38        | LMGTE Pro | 94  | Porsche GT Team            | 3:50.089   | No time    | No time    | +34.712 |
| 39        | LMGTE Pro | 63  | Corvette Racing – GM       | 3:50.789   | 3:52.994   | 3:50.242   | +34.865 |
| 40        | LMGTE Pro | 71  | AF Corse                   | 3:50.669   | 3:53.998   | 3:50.246   | +34.869 |
| 41        | LMGTE Pro | 67  | Ford Chip Ganassi Team UK  | 3:50.429   | 3:53.883   | 3:52.292   | +35.052 |
| 42        | LMGTE Pro | 82  | BMW Team MTEK              | 3:50.579   | 3:53.999   | 3:52.123   | +35.202 |
| 43        | LMGTE Pro | 81  | BMW Team MTEK              | 3:50.596   | 3:55.150   | 3:53.078   | +35.219 |
| 44        | LMGTE Am  | 88  | Dempsey-Proton Racing      | 3:50.728   | 4:09.946   | 3:56.232   | +35.351 |
| 45        | LMGTE Pro | 64  | Corvette Racing – GM       | 3:50.952   | 3:52.923   | 3:51.124   | +35.575 |
| 46        | LMGTE Pro | 52  | AF Corse                   | 3:52.112   | 3:52.572   | 3:50.957   | +35.580 |
| 47        | LMGTE Am  | 86  | Gulf Racing UK             | 3:52.517   | 4:03.603   | 3:51.391   | +36.014 |
| 48        | LMGTE Am  | 77  | Dempsey-Proton Racing      | 3:51.930   | 4:09.835   | No time    | +36.553 |
| 49        | LMGTE Am  | 54  | Spirit of Race             | 3:52.756   | 3:51.956   | 3:56.496   | +36.579 |
| 50        | LMGTE Pro | 97  | Aston Martin Racing        | 3:52.486   | 3:55.424   | 3:53.534   | +37.109 |
| 51        | LMGTE Am  | 56  | Team Project 1             | 3:52.985   | 3:58.235   | 3:54.406   | +37.608 |
| 52        | LMGTE Am  | 90  | TF Sport                   | 3:55.661   | 4:01.710   | 3:53.070   | +37.693 |
| 53        | LMGTE Am  | 80  | Ebimotors                  | 3:55.569   | 3:58.072   | 3:53.402   | +38.025 |
| 54        | LMGTE Am  | 61  | Clearwater Racing          | 3:55.076   | 3:55.727   | 3:53.409   | +38.032 |
| 55        | LMGTE Am  | 84  | JMW Motorsport             | 3:54.384   | 3:53.439   | 3:58.615   | +38.062 |
| 56        | LMGTE Pro | 95  | Aston Martin Racing        | 3:54.780   | 3:56.630   | 3:53.523   | +38.146 |
| 57        | LMGTE Am  | 98  | Aston Martin Racing        | 3:54.307   | 3:58.707   | 3:53.817   | +38.440 |
| 58        | LMGTE Am  | 85  | Keating Motorsport         | 3:54.000   | 3:58.661   | 3:54.668   | +38.623 |
| 59        | LMGTE Am  | 99  | Proton Competition         | 4:03.107   | 3:54.720   | 3:54.953   | +39.343 |
| 60        | LMGTE Am  | 70  | MR Racing                  | 3:54.951   | 4:02.540   | 3:55.343   | +39.574 |

## Gara
Alla partenza, in condizioni di asciutto, la Rebellion n°1 ha avuto un problema alla muso anteriore che ha causato il contatto con la DragonSpeed BR1, guidata da Ben Hanley, alla prima curva. Di conseguenza entrambe le vetture hanno immediatamente perso diverse posizioni, con la Rebellion anche costretta ad una sosta ai box per riparare i danni. Nelle prime fasi di gara le due Toyota, guidate da Conway e Buemi, si sono scambiate le posizioni di testa un paio di volte, fino a quando l'arrivo di una leggera pioggia ha portato ad una maggior prudenza. In classe LMP2 Vergne si è portato in testa, superando Loic Duval, alla fine della prima ora. Tra le vetture GT le Porsche di Bruni e Estre hanno duellato per il primo posto in classe GTE Pro mentre Barker ha superato Carioli prendendo la vetta della classe GTE Am. Nel corso della quinta ora la Oreca 07 n° 38 del team Jackie Chan guidata da Gabriel Aubry ha perso la gomma posteriore sinistra sul rettilineo di Mulsanne. A causa dei detriti rilasciati dalla vettura è stato necessario l'impiego delle safety car. L'impiego delle safety car ha causato la separazione del gruppo delle vetture di classe GTE Pro, la Porsche n. 92 si è ritrovata al comando con più di un minuto di vantaggio sulla vettura gemella,  la n° 91 guidata da Richard Lietz. 
Al calar della notte, la testa della corsa era animata dalla lotta tra Kobayashi e Buemi. Le due Toyota procedevano sostanzialmente di pari passo da inizio gara. In queste ore si segnala l'incidente avuto da Matevos Isaakyan, alla guida della SMP n° 17, causato da un guasto alle sospensioni posteriori sulla sua vettura. Il pilota ha perso il controllo all'ingresso delle curve Porsche, andando a sbattere violentemente contro una barriera di pneumatici. Nonostante i disperati tentativi del pilota, i danni causati dall'impatto hanno portato al ritiro della vettura. Durante la decima ora di gara la Toyota n° 8 di Buemi ha subito una penalità di un minuto per non aver rispettato la velocità imposta in slow zone, portando la macchina a più di due minuti dalla n° 7 di Conway in testa alla corsa. Nelle fasi successive Alonso, alla guida della Toyota n° 8, si è reso protagonista di una serie di stint molto veloci, portando il distacco dalla vettura di testa a poco più di un minuto, riportando il suo equipaggio in lotta per la vittoria. Nel frattempo in classe GTE Pro la Porsche n° 92 continuava a guidare la corsa, amministrando il vantaggio di quasi due minuti rispetto alla vettura n° 91.
Durante le prime ore della mattina entrambe le vetture Toyota sono state penalizzate con stop-and-go di un minuto per eccesso di velocità in slow zone; il loro vantaggio di più giri sulle Rebellion inseguitrici le ha permesso di mantenere la prima e la seconda posizione. In queste fasi diverse vetture delle classi GTE hanno provveduto alla sostituzione dei dischi dei freni, si tratta di un'operazione programmata ed utile a garantire il corretto funzionamento dei freni fino a fine gara. Senza ostacoli nelle ultime ore di gara, Nakajima ha portato alla vittoria la vettura n° 8, completando 388 giri nelle ventiquattro ore di gara. La vettura n° 7 ha concluso in seconda posizione, staccata di due giri dalla vincitrice. Si tratta della prima vittoria di Alonso, Buemi e Nakajima a Le Mans, e anche la prima vittoria di Toyota alla sua ventesima partecipazione. Toyota è diventato il primo costruttore giapponese a vincere a Le Mans dal 1991, quando a trionfare fu Mazda. Al terzo e quarto posto le due Rebellion, incapaci di eguagliare il ritmo delle vetture Toyota fin dalle prime ore di gara. In classe LMP2 è stata la Oreca 07 del team G-Drive a tagliare per prima il traguardo, seguita dalla vettura del team Signatech Alpine e da quella del team Graff Racing. In classe GTE Pro Porsche ha festeggiato il suo 70 º anniversario conquistando la sua prima vittoria nella classe dal 2013 con la vettura n° 92 davanti alla n° 91. Il marchio tedesco ha vinto anche in classe GTE Am con la vettura n° 77 del team Dempsey-Proton vincendo per che ha preceduto sulla linea del traguardo la Ferrari n° 54 del team Spirit of Race.
Durante i controlli post-gara, i delegati tecnici hanno scoperto che la vettura n° 26 del team G-Drive e la n° 28 del team TDS racing non avevano rispettato il regolamento per quanto riguarda il rifornimento di carburante. Il sistema di rifornimento non risultava conforme e il tempo trascorso nella pit lane risultava quindi diminuito. Entrambe le vetture sono state squalificate. Il team Signatech Alpine ha conquistato così la vittoria in classe LMP2, seguito dalla vettura n° 39 del team Graff e dalla n° 32 del team United Autosports.
| Posizione | Classe    | n° | Team                       | Piloti                                                  | Auto                             | Giri completati | Distacco     |
| Posizione | Classe    | n° | Team                       | Piloti                                                  | Motore                           | Giri completati | Distacco     |
| --------- | --------- | -- | -------------------------- | ------------------------------------------------------- | -------------------------------- | --------------- | ------------ |
| 1         | LMP1      | 8  | Toyota Gazoo Racing        | Sébastien Buemi Kazuki Nakajima Fernando Alonso         | Toyota TS050 Hybrid              | 388             | 24:00.52.247 |
| 1         | LMP1      | 8  | Toyota Gazoo Racing        | Sébastien Buemi Kazuki Nakajima Fernando Alonso         | Toyota 2.4 L Turbo V6            | 388             | 24:00.52.247 |
| 2         | LMP1      | 7  | Toyota Gazoo Racing        | Mike Conway Kamui Kobayashi José María López            | Toyota TS050 Hybrid              | 386             | +2 giri      |
| 2         | LMP1      | 7  | Toyota Gazoo Racing        | Mike Conway Kamui Kobayashi José María López            | Toyota 2.4 L Turbo V6            | 386             | +2 giri      |
| 3         | LMP1      | 3  | Rebellion Racing           | Thomas Laurent Gustavo Menezes Mathias Beche            | Rebellion R13                    | 376             | +12 giri     |
| 3         | LMP1      | 3  | Rebellion Racing           | Thomas Laurent Gustavo Menezes Mathias Beche            | Gibson GL458 4.5 L V8            | 376             | +12 giri     |
| 4         | LMP1      | 1  | Rebellion Racing           | Bruno Senna André Lotterer Neel Jani                    | Rebellion R13                    | 375             | +13 giri     |
| 4         | LMP1      | 1  | Rebellion Racing           | Bruno Senna André Lotterer Neel Jani                    | Gibson GL458 4.5 L V8            | 375             | +13 giri     |
| 5         | LMP2      | 36 | Signatech Alpine Matmut    | Nicolas Lapierre Pierre Thiriet André Negrão            | Alpine A470                      | 367             | +21 giri     |
| 5         | LMP2      | 36 | Signatech Alpine Matmut    | Nicolas Lapierre Pierre Thiriet André Negrão            | Gibson GK428 4.2 L V8            | 367             | +21 giri     |
| 6         | LMP2      | 39 | Graff-SO24                 | Vincent Capillaire Jonathan Hirschi Tristan Gommendy    | Oreca 07                         | 366             | +22 giri     |
| 6         | LMP2      | 39 | Graff-SO24                 | Vincent Capillaire Jonathan Hirschi Tristan Gommendy    | Gibson GK428 4.2 L V8            | 366             | +22 giri     |
| 7         | LMP2      | 32 | United Autosports          | Hugo de Sadeleer Will Owen Juan Pablo Montoya           | Ligier JS P217                   | 365             | +23 giri     |
| 7         | LMP2      | 32 | United Autosports          | Hugo de Sadeleer Will Owen Juan Pablo Montoya           | Gibson GK428 4.2 L V8            | 365             | +23 giri     |
| 8         | LMP2      | 37 | Jackie Chan DC Racing      | Jazeman Jaafar Weiron Tan Nabil Jeffri                  | Oreca 07                         | 361             | +27 giri     |
| 8         | LMP2      | 37 | Jackie Chan DC Racing      | Jazeman Jaafar Weiron Tan Nabil Jeffri                  | Gibson GK428 4.2 L V8            | 361             | +27 giri     |
| 9         | LMP2      | 31 | DragonSpeed                | Roberto González Pastor Maldonado Nathanaël Berthon     | Oreca 07                         | 360             | +28 giri     |
| 9         | LMP2      | 31 | DragonSpeed                | Roberto González Pastor Maldonado Nathanaël Berthon     | Gibson GK428 4.2 L V8            | 360             | +28 giri     |
| 10        | LMP2      | 38 | Jackie Chan DC Racing      | Ho-Pin Tung Gabriel Aubry Stéphane Richelmi             | Oreca 07                         | 356             | +32 giri     |
| 10        | LMP2      | 38 | Jackie Chan DC Racing      | Ho-Pin Tung Gabriel Aubry Stéphane Richelmi             | Gibson GK428 4.2 L V8            | 356             | +32 giri     |
| 11        | LMP2      | 29 | Racing Team Nederland      | Giedo van der Garde Jan Lammers Frits van Eerd          | Dallara P217                     | 356             | +32 giri     |
| 11        | LMP2      | 29 | Racing Team Nederland      | Giedo van der Garde Jan Lammers Frits van Eerd          | Gibson GK428 4.2 L V8            | 356             | +32 giri     |
| 12        | LMP2      | 33 | Jackie Chan DC Racing      | David Cheng Nicholas Boulle Jacques Nicolet             | Ligier JS P217                   | 355             | +33 giri     |
| 12        | LMP2      | 33 | Jackie Chan DC Racing      | David Cheng Nicholas Boulle Jacques Nicolet             | Gibson GK428 4.2 L V8            | 355             | +33 giri     |
| 13        | LMP2      | 23 | Panis Barthez Competition  | Julien Canal Thimothé Buret Will Stevens                | Ligier JS P217                   | 352             | +36 giri     |
| 13        | LMP2      | 23 | Panis Barthez Competition  | Julien Canal Thimothé Buret Will Stevens                | Gibson GK428 4.2 L V8            | 352             | +36 giri     |
| 14        | LMP2      | 35 | SMP Racing                 | Viktor Shaytar Harrison Newey Norman Nato               | Dallara P217                     | 345             | +43 giri     |
| 14        | LMP2      | 35 | SMP Racing                 | Viktor Shaytar Harrison Newey Norman Nato               | Gibson GK428 4.2 L V8            | 345             | +43 giri     |
| 15        | LMGTE Pro | 92 | Porsche GT Team            | Michael Christensen Kévin Estre Laurens Vanthoor        | Porsche 911 RSR                  | 344             | +44 giri     |
| 15        | LMGTE Pro | 92 | Porsche GT Team            | Michael Christensen Kévin Estre Laurens Vanthoor        | Porsche 4.0 L Flat-6             | 344             | +44 giri     |
| 16        | LMGTE Pro | 91 | Porsche GT Team            | Richard Lietz Gianmaria Bruni Frédéric Makowiecki       | Porsche 911 RSR                  | 343             | +45 giri     |
| 16        | LMGTE Pro | 91 | Porsche GT Team            | Richard Lietz Gianmaria Bruni Frédéric Makowiecki       | Porsche 4.0 L Flat-6             | 343             | +45 giri     |
| 17        | LMGTE Pro | 68 | Ford Chip Ganassi Team USA | Joey Hand Dirk Müller Sébastien Bourdais                | Ford GT                          | 343             | +45 giri     |
| 17        | LMGTE Pro | 68 | Ford Chip Ganassi Team USA | Joey Hand Dirk Müller Sébastien Bourdais                | Ford EcoBoost 3.5 L Turbo V6     | 343             | +45 giri     |
| 18        | LMGTE Pro | 63 | Corvette Racing – GM       | Jan Magnussen Antonio García Mike Rockenfeller          | Chevrolet Corvette C7.R          | 342             | +46 giri     |
| 18        | LMGTE Pro | 63 | Corvette Racing – GM       | Jan Magnussen Antonio García Mike Rockenfeller          | Chevrolet 5.5 L V8               | 342             | +46 giri     |
| 19        | LMP2      | 47 | Cetilar Villorba Corse     | Roberto Lacorte Giorgio Sernagiotto Felipe Nasr         | Dallara P217                     | 342             | +46 giri     |
| 19        | LMP2      | 47 | Cetilar Villorba Corse     | Roberto Lacorte Giorgio Sernagiotto Felipe Nasr         | Gibson GK428 4.2 L V8            | 342             | +46 giri     |
| 20        | LMGTE Pro | 52 | AF Corse                   | Toni Vilander Pipo Derani Antonio Giovinazzi            | Ferrari 488 GTE Evo              | 341             | +47 giri     |
| 20        | LMGTE Pro | 52 | AF Corse                   | Toni Vilander Pipo Derani Antonio Giovinazzi            | Ferrari F154CB 3.9 L Turbo V8    | 341             | +47 giri     |
| 21        | LMGTE Pro | 66 | Ford Chip Ganassi Team UK  | Stefan Mücke Olivier Pla Billy Johnson                  | Ford GT                          | 340             | +48 giri     |
| 21        | LMGTE Pro | 66 | Ford Chip Ganassi Team UK  | Stefan Mücke Olivier Pla Billy Johnson                  | Ford EcoBoost 3.5 L Turbo V6     | 340             | +48 giri     |
| 22        | LMGTE Pro | 51 | AF Corse                   | James Calado Alessandro Pier Guidi Daniel Serra         | Ferrari 488 GTE Evo              | 339             | +49 giri     |
| 22        | LMGTE Pro | 51 | AF Corse                   | James Calado Alessandro Pier Guidi Daniel Serra         | Ferrari F154CB 3.9 L Turbo V8    | 339             | +49 giri     |
| 23        | LMGTE Pro | 95 | Aston Martin Racing        | Nicki Thiim Marco Sørensen Darren Turner                | Aston Martin Vantage AMR         | 339             | +49 giri     |
| 23        | LMGTE Pro | 95 | Aston Martin Racing        | Nicki Thiim Marco Sørensen Darren Turner                | Aston Martin 4.0 L Turbo V8      | 339             | +49 giri     |
| 24        | LMGTE Pro | 71 | AF Corse                   | Davide Rigon Sam Bird Miguel Molina                     | Ferrari 488 GTE Evo              | 338             | +50 giri     |
| 24        | LMGTE Pro | 71 | AF Corse                   | Davide Rigon Sam Bird Miguel Molina                     | Ferrari F154CB 3.9 L Turbo V8    | 338             | +50 giri     |
| 25        | LMGTE Am  | 77 | Dempsey-Proton Racing      | Matt Campbell Christian Ried Julien Andlauer            | Porsche 911 RSR                  | 335             | +53 giri     |
| 25        | LMGTE Am  | 77 | Dempsey-Proton Racing      | Matt Campbell Christian Ried Julien Andlauer            | Porsche 4.0 L Flat-6             | 335             | +53 giri     |
| 26        | LMGTE Am  | 54 | Spirit of Race             | Thomas Flohr Francesco Castellacci Giancarlo Fisichella | Ferrari 488 GTE                  | 335             | +53 giri     |
| 26        | LMGTE Am  | 54 | Spirit of Race             | Thomas Flohr Francesco Castellacci Giancarlo Fisichella | Ferrari F154CB 3.9 L Turbo V8    | 335             | +53 giri     |
| 27        | LMGTE Pro | 93 | Porsche GT Team            | Patrick Pilet Nick Tandy Earl Bamber                    | Porsche 911 RSR                  | 334             | +54 giri     |
| 27        | LMGTE Pro | 93 | Porsche GT Team            | Patrick Pilet Nick Tandy Earl Bamber                    | Porsche 4.0 L Flat-6             | 334             | +54 giri     |
| 28        | LMGTE Am  | 85 | Keating Motorsports        | Ben Keating Jeroen Bleekemolen Luca Stolz               | Ferrari 488 GTE                  | 334             | +54 giri     |
| 28        | LMGTE Am  | 85 | Keating Motorsports        | Ben Keating Jeroen Bleekemolen Luca Stolz               | Ferrari F154CB 3.9 L Turbo V8    | 334             | +54 giri     |
| 29        | LMGTE Am  | 99 | Proton Competition         | Patrick Long Tim Pappas Spencer Pumpelly                | Porsche 911 RSR                  | 334             | +54 giri     |
| 29        | LMGTE Am  | 99 | Proton Competition         | Patrick Long Tim Pappas Spencer Pumpelly                | Porsche 4.0 L Flat-6             | 334             | +54 giri     |
| 30        | LMGTE Am  | 84 | JMW Motorsport             | Liam Griffin Cooper MacNeil Jeff Segal                  | Ferrari 488 GTE                  | 332             | +56 giri     |
| 30        | LMGTE Am  | 84 | JMW Motorsport             | Liam Griffin Cooper MacNeil Jeff Segal                  | Ferrari F154CB 3.9 L Turbo V8    | 332             | +56 giri     |
| 31        | LMGTE Am  | 80 | Ebimotors                  | Fabio Babini Christina Nielsen Erik Maris               | Porsche 911 RSR                  | 332             | +56 giri     |
| 31        | LMGTE Am  | 80 | Ebimotors                  | Fabio Babini Christina Nielsen Erik Maris               | Porsche 4.0 L Flat-6             | 332             | +56 giri     |
| 32        | LMP2      | 50 | Larbre Compétition         | Erwin Creed Romano Ricci Thomas Dagoneau                | Ligier JS P217                   | 332             | +56 giri     |
| 32        | LMP2      | 50 | Larbre Compétition         | Erwin Creed Romano Ricci Thomas Dagoneau                | Gibson GK428 4.2 L V8            | 332             | +56 giri     |
| 33        | LMGTE Pro | 81 | BMW Team MTEK              | Nicky Catsburg Martin Tomczyk Philipp Eng               | BMW M8 GTE                       | 332             | +56 giri     |
| 33        | LMGTE Pro | 81 | BMW Team MTEK              | Nicky Catsburg Martin Tomczyk Philipp Eng               | BMW S63 4.0 L Turbo V8           | 332             | +56 giri     |
| 34        | LMGTE Am  | 56 | Team Project 1             | Jörg Bergmeister Patrick Lindsey Egidio Perfetti        | Porsche 911 RSR                  | 332             | +56 giri     |
| 34        | LMGTE Am  | 56 | Team Project 1             | Jörg Bergmeister Patrick Lindsey Egidio Perfetti        | Porsche 4.0 L Flat-6             | 332             | +56 giri     |
| 35        | LMGTE Am  | 61 | Clearwater Racing          | Matt Griffin Weng Sun Mok Keita Sawa                    | Ferrari 488 GTE                  | 332             | +56 giri     |
| 35        | LMGTE Am  | 61 | Clearwater Racing          | Matt Griffin Weng Sun Mok Keita Sawa                    | Ferrari F154CB 3.9 L Turbo V8    | 332             | +56 giri     |
| 36        | LMGTE Pro | 67 | Ford Chip Ganassi Team UK  | Harry Tincknell Andy Priaulx Tony Kanaan                | Ford GT                          | 332             | +56 giri     |
| 36        | LMGTE Pro | 67 | Ford Chip Ganassi Team UK  | Harry Tincknell Andy Priaulx Tony Kanaan                | Ford EcoBoost 3.5 L Turbo V6     | 332             | +56 giri     |
| 37        | LMGTE Pro | 97 | Aston Martin Racing        | Alex Lynn Jonathan Adam Maxime Martin                   | Aston Martin Vantage AMR         | 327             | +61 giri     |
| 37        | LMGTE Pro | 97 | Aston Martin Racing        | Alex Lynn Jonathan Adam Maxime Martin                   | Aston Martin 4.0 L Turbo V8      | 327             | +61 giri     |
| 38        | LMGTE Am  | 70 | MR Racing                  | Olivier Beretta Eddie Cheever III Motoaki Ishikawa      | Ferrari 488 GTE                  | 324             | +64 giri     |
| 38        | LMGTE Am  | 70 | MR Racing                  | Olivier Beretta Eddie Cheever III Motoaki Ishikawa      | Ferrari F154CB 3.9 L Turbo V8    | 324             | +64 giri     |
| 39        | LMGTE Pro | 69 | Ford Chip Ganassi Team USA | Ryan Briscoe Richard Westbrook Scott Dixon              | Ford GT                          | 309             | +79 giri     |
| 39        | LMGTE Pro | 69 | Ford Chip Ganassi Team USA | Ryan Briscoe Richard Westbrook Scott Dixon              | Ford EcoBoost 3.5 L Turbo V6     | 309             | +79 giri     |
| 40        | LMGTE Am  | 86 | Gulf Racing                | Michael Wainwright Ben Barker Alex Davison              | Porsche 911 RSR                  | 283             | +105 giri    |
| 40        | LMGTE Am  | 86 | Gulf Racing                | Michael Wainwright Ben Barker Alex Davison              | Porsche 4.0 L Flat-6             | 283             | +105 giri    |
| 41        | LMP1      | 5  | CEFC TRSM Racing           | Charlie Robertson Michael Simpson Léo Roussel           | Ginetta G60-LT-P1                | 283             | +105 giri    |
| 41        | LMP1      | 5  | CEFC TRSM Racing           | Charlie Robertson Michael Simpson Léo Roussel           | Mecachrome V634P1 3.4 L Turbo V6 | 283             | +105 giri    |
| NC        | LMP2      | 44 | Eurasia Motorsport         | Andrea Bertolini Niclas Jönsson Tracy Krohn             | Ligier JS P217                   | 334             |              |
| NC        | LMP2      | 44 | Eurasia Motorsport         | Andrea Bertolini Niclas Jönsson Tracy Krohn             | Gibson GK428 4.2 L V8            | 334             |              |
| DNF       | LMP1      | 11 | SMP Racing                 | Michail Alëšin Vitalij Petrov Jenson Button             | BR Engineering BR1               | 315             |              |
| DNF       | LMP1      | 11 | SMP Racing                 | Michail Alëšin Vitalij Petrov Jenson Button             | AER P60B 2.4 L Turbo V6          | 315             |              |
| DNF       | LMP2      | 48 | IDEC Sport                 | Paul Lafargue Paul-Loup Chatin Memo Rojas               | Oreca 07                         | 312             |              |
| DNF       | LMP2      | 48 | IDEC Sport                 | Paul Lafargue Paul-Loup Chatin Memo Rojas               | Gibson GK428 4.2 L V8            | 312             |              |
| DNF       | LMGTE Am  | 90 | TF Sport                   | Euan Hankey Charlie Eastwood Salih Yoluç                | Aston Martin V8 Vantage GTE      | 304             |              |
| DNF       | LMGTE Am  | 90 | TF Sport                   | Euan Hankey Charlie Eastwood Salih Yoluç                | Aston Martin 4.0 L Turbo V8      | 304             |              |
| DNF       | LMP2      | 22 | United Autosports          | Phil Hanson Paul di Resta Filipe Albuquerque            | Ligier JS P217                   | 288             |              |
| DNF       | LMP2      | 22 | United Autosports          | Phil Hanson Paul di Resta Filipe Albuquerque            | Gibson GK428 4.2 L V8            | 288             |              |
| DNF       | LMGTE Pro | 64 | Corvette Racing – GM       | Oliver Gavin Tommy Milner Marcel Fässler                | Chevrolet Corvette C7.R          | 259             |              |
| DNF       | LMGTE Pro | 64 | Corvette Racing – GM       | Oliver Gavin Tommy Milner Marcel Fässler                | Chevrolet 5.5 L V8               | 259             |              |
| DNF       | LMP1      | 10 | DragonSpeed                | Ben Hanley Henrik Hedman Renger van der Zande           | BR Engineering BR1               | 244             |              |
| DNF       | LMP1      | 10 | DragonSpeed                | Ben Hanley Henrik Hedman Renger van der Zande           | Gibson GL458 4.5 L V8            | 244             |              |
| DNF       | LMP2      | 25 | Algarve Pro Racing         | Mark Patterson Ate de Jong Tacksung Kim                 | Ligier JS P217                   | 237             |              |
| DNF       | LMP2      | 25 | Algarve Pro Racing         | Mark Patterson Ate de Jong Tacksung Kim                 | Gibson GK428 4.2 L V8            | 237             |              |
| DNF       | LMGTE Am  | 88 | Dempsey-Proton Racing      | Khaled Al Qubaisi Matteo Cairoli Giorgio Roda           | Porsche 911 RSR                  | 225             |              |
| DNF       | LMGTE Am  | 88 | Dempsey-Proton Racing      | Khaled Al Qubaisi Matteo Cairoli Giorgio Roda           | Porsche 4.0 L Flat-6             | 225             |              |
| DNF       | LMGTE Pro | 82 | BMW Team MTEK              | António Félix da Costa Alexander Sims Augusto Farfus    | BMW M8 GTE                       | 223             |              |
| DNF       | LMGTE Pro | 82 | BMW Team MTEK              | António Félix da Costa Alexander Sims Augusto Farfus    | BMW S63 4.0 L Turbo V8           | 223             |              |
| DNF       | LMP2      | 40 | G-Drive Racing             | James Allen José Gutierrez Enzo Guibbert                | Oreca 07                         | 197             |              |
| DNF       | LMP2      | 40 | G-Drive Racing             | James Allen José Gutierrez Enzo Guibbert                | Gibson GK428 4.2 L V8            | 197             |              |
| DNF       | LMP2      | 34 | Jackie Chan DC Racing      | Ricky Taylor Côme Ledogar David Heinemeier Hansson      | Ligier JS P217                   | 195             |              |
| DNF       | LMP2      | 34 | Jackie Chan DC Racing      | Ricky Taylor Côme Ledogar David Heinemeier Hansson      | Gibson GK428 4.2 L V8            | 195             |              |
| DNF       | LMP1      | 6  | CEFC TRSM Racing           | Oliver Rowland Alex Brundle Oliver Turvey               | Ginetta G60-LT-P1                | 137             |              |
| DNF       | LMP1      | 6  | CEFC TRSM Racing           | Oliver Rowland Alex Brundle Oliver Turvey               | Mecachrome V634P1 3.4 L Turbo V6 | 137             |              |
| DNF       | LMP1      | 17 | SMP Racing                 | Stéphane Sarrazin Matevos Isaakjan Egor Orudzhev        | BR Engineering BR1               | 123             |              |
| DNF       | LMP1      | 17 | SMP Racing                 | Stéphane Sarrazin Matevos Isaakjan Egor Orudzhev        | AER P60B 2.4 L Turbo V6          | 123             |              |
| DNF       | LMGTE Pro | 94 | Porsche GT Team            | Romain Dumas Timo Bernhard Sven Müller                  | Porsche 911 RSR                  | 92              |              |
| DNF       | LMGTE Pro | 94 | Porsche GT Team            | Romain Dumas Timo Bernhard Sven Müller                  | Porsche 4.0 L Flat-6             | 92              |              |
| DNF       | LMGTE Am  | 98 | Aston Martin Racing        | Paul Dalla Lana Mathias Lauda Pedro Lamy                | Aston Martin V8 Vantage GTE      | 92              |              |
| DNF       | LMGTE Am  | 98 | Aston Martin Racing        | Paul Dalla Lana Mathias Lauda Pedro Lamy                | Aston Martin 4.0 L Turbo V8      | 92              |              |
| DNF       | LMP1      | 4  | ByKolles Racing Team       | Oliver Webb Tom Dillmann Dominik Kraihamer              | ENSO CLM P1/01                   | 65              |              |
| DNF       | LMP1      | 4  | ByKolles Racing Team       | Oliver Webb Tom Dillmann Dominik Kraihamer              | Nismo VRX30A 3.0 L Turbo V6      | 65              |              |
| DSQ       | LMP2      | 26 | G-Drive Racing             | Roman Rusinov Andrea Pizzitola Jean-Éric Vergne         | Oreca 07                         | 369             |              |
| DSQ       | LMP2      | 26 | G-Drive Racing             | Roman Rusinov Andrea Pizzitola Jean-Éric Vergne         | Gibson GK428 4.2 L V8            | 369             |              |
| DSQ       | LMP2      | 28 | TDS Racing                 | François Perrodo Loïc Duval Matthieu Vaxivière          | Oreca 07                         | 365             |              |
| DSQ       | LMP2      | 28 | TDS Racing                 | François Perrodo Loïc Duval Matthieu Vaxivière          | Gibson GK428 4.2 L V8            | 365             |              |